# NGC 2623
NGC 2623 ou Arp 243 est une vaste galaxie spirale particulière située dans la constellation du Cancer. NGC 2623 a été découverte par l'astronome français Édouard Stephan en 1885.

## Caractéristiques
NGC 2623 est une galaxie LINER, c'est-à-dire une galaxie dont le noyau présente un spectre d'émission caractérisé par de larges raies d'atomes faiblement ionisés et elle présente une large raie HI. C'est aussi une galaxie lumineuse en infrarouge (LIRG) ainsi qu'une galaxie à sursaut de formation d'étoiles. De plus, NGC 2623 une galaxie active de type Seyfert 2.

### Distance
Sa vitesse par rapport au fond diffus cosmologique est de 5 789 ± 17 km/s, ce qui correspond à une distance de Hubble de 85,4 ± 6,0 Mpc (∼279 millions d'al).
À ce jour, une quinzaine de mesures non basées sur le décalage vers le rouge (redshift) donnent une distance de 81,733 ± 18,439 Mpc (∼267 millions d'al), ce qui est à l'intérieur des valeurs de la distance de Hubble.

### Luminosité dans l'infrarouge
La luminosité de la galaxie NGC 2623 dans l'infrarouge lointain (de 40 à 400 µm)  est égale à 3,02 × 1011 {\displaystyle L_{\odot }} (1011,48{\displaystyle L_{\odot }}) et sa luminosité totale dans l'infrarouge (de 8 à 1 000 µm) est de 3,47 × 1011 {\displaystyle L_{\odot }} (1011,54{\displaystyle L_{\odot }}).

## NGC 2623, le résultat d'une collision galactique
NGC 2623 a acquis sa forme inhabituelle et distinctive à la suite d'une collision majeure et de la fusion subséquente entre deux galaxies distinctes. Cette violente rencontre a entrainé la compression et l'agitation des nuages de gaz des deux galaxies ce qui a déclenché des sursauts de formation d'étoiles. Les taches bleu vif de l'image captée par le télescope spatial Hubble indiquent les endroits de ces pouponnières d'étoiles. Elles sont situées près du centre de la galaxie, mais aussi dans les trainées de poussière et de gaz, trainées connues sous le nom de queues de marée. La longueur des queues de NGC 2623 est d'environ 50 000 années-lumière. De nombreuses étoiles jeunes et chaudes se forment en grappes stellaires brillantes. On estime que NGC 2623 renferme au moins 170 grappes de ce type. NGC 2623 est à un stade avancé de la fusion. On pense que la Voie lactée ressemblera finalement à NGC 2623 quand elle entrera en collision avec notre galaxie voisine, la galaxie d'Andromède, dans 4 milliards d'années.

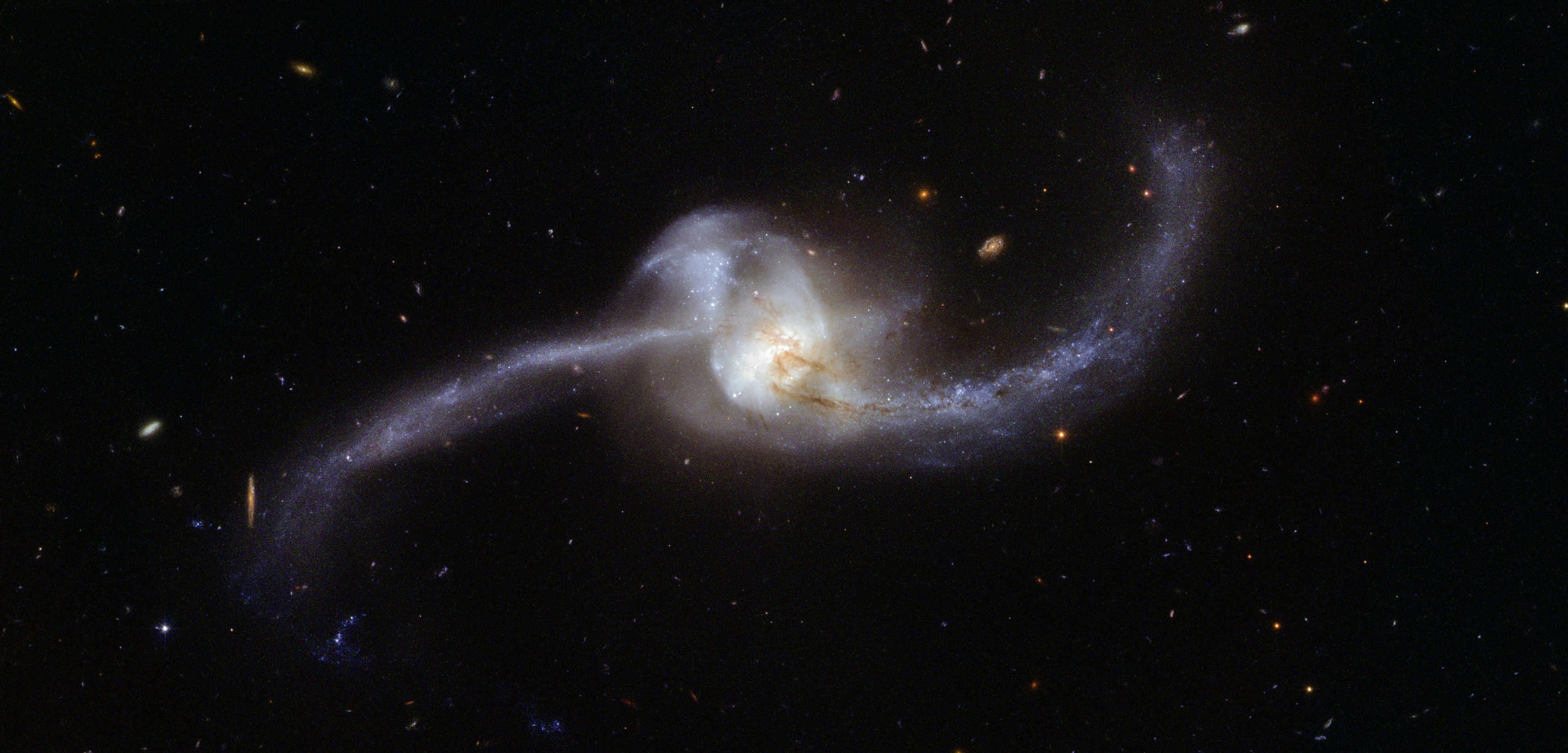
Cette image captée par le télescope spatial Hubble montre le résultat de la collision entre deux galaxies.

## Supernova SN 1999gd
Cette supernova a été découverte le 24 novembre 1999 à l'observatoire Lick à l'aide du télescope KAIT (Katzman Automatic Imaging Telescope). Cette supernova était de type Ia, c'est-à-dire une supernova thermonucléaire.